# Costa de Cantabria (vino)
Costa de Cantabria es una indicación geográfica protegida, utilizada para designar los vinos de la tierra procedentes de las zonas vinícolas comprendidas entre la costa y los valles interiores de influencia atlántica, hasta la cota de 600 metros, en la comunidad autónoma de Cantabria, España. La delimitación excluye los municipios costeros que abarca la indicación geográfica Vino de la Tierra de Liébana. Las principales plantaciones están en Valle de Villaverde, Liendo, Bárcena de Cicero, Voto, Villafufre, Castillo Pedroso, Cieza y Mazcuerras.
Esta indicación geográfica fue reglamentada en el año 2005.

## Tipos de Vino
- Blancos
- Tintos

## Variedades de uva
- Tintas: Hondarri Beltza
- Blancas: Godello, Albariño, Riesling, Chardonnay, Gewürtztraminer, Treixadura (20%)